# Charlotte de Lorraine (1677-1757)
Charlotte de Lorraine née le 6 mai 1677 et morte le 21 janvier 1757 est une princesse de Lorraine, fille de Louis de Lorraine (1641-1718).
Elle porte le titre de Mademoiselle d'Armagnac et meurt célibataire.

## Biographie
Charlotte de Lorraine est le onzième enfant de Louis de Lorraine (1641-1718), comte d'Armagnac, et de Catherine de Neufville de Villeroy. Elle appartient à la Maison de Guise, branche cadette de la Maison de Lorraine.
Elle est célèbre à la cour pour sa beauté et fut une favorite de Louis XIV. Après le mariage de sa sœur Marie avec Antoine Ier de Monaco, la cour porta une grande attention aux prétendants qui se présentent pour épouser Charlotte. Parmi eux, figurent Saint-Simon ou Georges-Frédéric II de Brandebourg-Ansbach. Une autre prétendant fut Louis-Alexandre de Bourbon, comte de Toulouse, le plus jeune fils de Louis XIV et de sa maîtresse Madame de Montespan. Le roi s'oppose au mariage et Charlotte de Lorraine ne se marie jamais, mourant célibataire.
Le château de La Farge à Propières lui appartenait . Elle y a effectué un séjour en 1722.